# Parafia Matki Boskiej Bolesnej w Chociwlu
Parafia pod wezwaniem Matki Boskiej Bolesnej w Chociwlu – parafia rzymskokatolicka należąca do dekanatu Ińsko, archidiecezji szczecińsko-kamieńskiej, metropolii szczecińsko-kamieńskiej. Siedziba parafii mieści się w Chociwlu przy ulicy kardynała Augusta Hlonda.

## Kościół parafialny
Kościół Matki Boskiej Bolesnej w Chociwlu

## Kościoły filialne i kaplice
- Kościół Matki Bożej Częstochowskiej w Lisowie[1]
- Kościół Narodzenia Najświętszej Maryi Panny w Bobrownikach[1]
- Kościół Matki Bożej Królowej Polski w Wieleniu Pomorskim[1]
- Kościół św. Apostołów Piotra i Pawła w Brodzie[1]
- Kościół św. Michała Archanioła w Oświnie[1]
- Kaplica Miłosierdzia Bożego w Kamiennym Moście[1]
- Kaplica w Lublinie[1]